# Barbosa (futebolista)
Moacir Barbosa do Nascimento (Campinas, 27 de março de 1921 – Praia Grande, 7 de abril de 2000) foi um futebolista brasileiro que atuou como goleiro.
Embora tenha sido considerado um dos maiores arqueiros de sua época e um dos grandes ídolos do Vasco da Gama, Barbosa foi mais lembrado por sua participação na derrota da Seleção Brasileira na final da Copa do Mundo de 1950, contra o Uruguai, em particular pelo segundo gol uruguaio, marcado por Alcides Ghiggia. Por causa da derrota, conhecida como "Maracanaço", o goleiro foi acusado de ter falhado ao levar o gol da derrota e carregou até a morte o fardo da derrota. Após o Mundial, ele retornou ao Vasco, onde foi ovacionado por ser uma referência na história do time, porém sofreu nacionalmente com o estigma do gol sofrido na Copa do Mundo.

## Biografia
Barbosa nasceu em Campinas, no dia 27 de março de 1921, onde viveu até os dez anos de idade.
Foi um goleiro seguro e elástico, dotado de excelente senso de colocação, que jamais temeu mergulhar nos pés dos adversários. Barbosa começou a carreira como ponta-esquerda no extinto Comercial da Capital, mas transferiu-se já como goleiro ao Ypiranga de São Paulo. Suas atuações no clube, pelo qual jogou por três anos, atraíram a atenção do Vasco, que o contratou em 1945, substituindo o goleiro Rodrigues. Ele só conseguiria a vaga de titular em 1946, permanecendo dono da posição até meados de 1955.
Barbosa entrou em um momento especial do Vasco, que na época montava um de seus maiores times, o chamado Expresso da Vitória. Pelo clube, ganhou os Cariocas de 1945, 1947, 1949, 1950, 1952 e 1958. Teve também ativa participação na conquista do Campeonato Sul-Americano de Campeões (precursor da atual Libertadores da América) em 1948.
Ele também jogou pelo Santa Cruz, pelo Bonsucesso, e em junho de 1962 defendeu o Campo Grande, do Rio de Janeiro, seu último clube. Neste mesmo ano, se aposentou como jogador. Foi bicampeão brasileiro pela Seleção Carioca em 1950 e campeão sul-americano pela Seleção Brasileira em 1949.
Titular inquestionável na meta brasileira, Barbosa teve o ponto baixo de sua carreira na Copa do Mundo de 1950. O Brasil sediava a Copa e só precisaria de um empate para sagrar-se pela primeira vez campeão mundial. A partida estava empatada em 1–1, até que o ponta-direita uruguaio Alcides Ghiggia recebeu a bola na grande área, se aproximou do gol do Brasil e chutou num pequeno espaço entre Barbosa e a trave, no canto esquerdo. Barbosa inicialmente pensou que Ghiggia iria cruzar e deu um passo para frente para cortar o cruzamento. Quando Ghiggia chutou na direção do gol, o goleiro foi pego de surpresa, no contrapé, e não conseguiu evitar o gol. No final, o Uruguai acabou sendo o campeão. Barbosa foi acusado de ter falhado no gol de Ghiggia, feito de bode expiatório e escolhido como o culpado pela derrota.
Em 1953, o goleiro ainda foi convocado para a Seleção Brasileira para a disputa da Copa América (à época denominada como Campeonato Sul-Americano), na qual jogou a partida contra o Equador, pela segunda rodada da competição. Este acabaria sendo seu último jogo pelo Brasil. No mesmo ano, num jogo do Vasco contra o Botafogo pelo Torneio Rio-São Paulo, Barbosa teve a perna quebrada num choque com o atacante Zezinho. Em princípio, teve uma grande depressão e só se recuperou quando o Hospital dos Acidentados começou a fazer filas para os torcedores que desejavam visitá-lo. Mesmo depois do desastre na Copa do Mundo, o jogador sentiu o quanto ainda era querido pela torcida carioca. Barbosa ainda chegou muito perto de disputar a Copa do Mundo FIFA de 1954, na Suíça, mas essa lesão sofrida em 1953 impediu sua ida ao Mundial. Após a contusão, nunca mais foi convocado para a Seleção Brasileira.
Depois de encerrar a carreira, passou a trabalhar no Maracanã como funcionário da Suderj. Também chegou a ter uma curta carreira como treinador, tendo sido técnico do Walmap, no Rio de Janeiro, em 1968; do Tiradentes, também no Rio de Janeiro, em 1975; e do Auto Esporte, em Pernambuco, em 1978.
Sempre que Barbosa saía na rua, era criticado por causa da derrota de 1950. Ele costumava contar que, certa vez, estava em uma padaria quando entrou uma senhora segurando uma criança com as mãos. Ao ver o goleiro, a senhora apontou para ele e disse para a criança: "Esse homem que fez o Brasil chorar".
Barbosa também contava que seus vizinhos haviam preparado um grande banquete na rua para comemorar o título de 1950. Mas, após a derrota, ninguém quis comer a comida na mesa, nem mesmo os cachorros que estavam ali por perto.
Em 1993, às vésperas da partida decisiva entre Brasil e Uruguai pelas Eliminatórias da Copa do Mundo de 1994, Barbosa foi impedido de ver a Seleção Brasileira na Granja Comary. Ele havia sido convidado pela rede de televisão BBC para gravar uma entrevista com o goleiro Taffarel, mas acabou não fazendo a entrevista. Na ocasião, a imprensa divulgou que Barbosa teria sido barrado porque a comissão técnica da seleção achou que ele poderia trazer azar para o grupo antes do jogo contra o Uruguai. O então técnico Parreira, o coordenador técnico Zagallo e Taffarel negaram que Barbosa foi barrado de entrar. Segundo o próprio Barbosa e sua filha adotiva, o que houve foi que a comissão técnica permitiu que ele entrasse na Granja mas Parreira e Zagallo recomendaram que ele não fizesse a entrevista com Taffarel e não se aproximasse dos jogadores porque, caso Barbosa tivesse contato com os jogadores e depois se o Brasil perdesse o jogo para o Uruguai, a imprensa poderia acusar Barbosa de trazer má sorte ao grupo. O próprio ex-goleiro teria então desistido de visitar os jogadores. Mas o episódio também causou profunda tristeza em Barbosa. Vizinhos dele contaram depois que ele chegou chorando em casa por não ter visitado os jogadores. Após o ocorrido, mudou-se do Rio de Janeiro, para tentar uma vida mais tranquila. Foi para o litoral paulista, onde sua vida melhorou um pouco, mas continuou a ser criticado pela derrota de 1950.
Em 1997, a esposa de Barbosa, Clotilde, faleceu devido a um câncer de medula. Os dois foram casados por 54 anos e não tiveram filhos. Sofrendo dificuldades financeiras, o ex-goleiro não conseguiu manter o apartamento onde morava, que acabou sendo vendido. Barbosa passou então a sobreviver com a ajuda de amigos e do seu clube, o Vasco da Gama, que lhe enviava dinheiro para que ele pudesse alugar um apartamento. Nesse período, Barbosa conheceu Tereza Borba, a quem adotou como filha. Além dela, uma das pessoas que o ajudaram com seus problemas financeiros foi o dirigente do Vasco, Eurico Miranda.
Apesar da dor da derrota, Barbosa também dizia que tinha orgulho em ter sido vice-campeão mundial, e lamentava o vice-campeonato não ser valorizado no Brasil como em outros países.
Barbosa morreu no dia 7 de abril de 2000 na cidade de Praia Grande-SP, onde vivia com sua filha adotiva. Faleceu devido a uma parada cardiorrespiratória, após complicações de um AVC. Foi enterrado no cemitério Morada da Grande Planície, em Praia Grande-SP.

## Legado
A respeito de Barbosa, assim escreveu o cronista Armando Nogueira:
| “                  | Certamente, a criatura mais injustiçada na história do futebol brasileiro. Era um goleiro magistral. Fazia milagres, desviando de mão trocada bolas envenenadas. O gol de Ghiggia, na final da Copa de 50, caiu-lhe como uma maldição. E quanto mais vejo o lance, mais o absolvo. Aquele jogo o Brasil perdeu na véspera. | ” |
| — Armando Nogueira | |   |

A família de Barbosa mantém sua memória viva e sempre está na mídia em defesa da história do goleiro, de quem querem que seja lembrado pelo que fez no Clube Carioca e não apenas pelo revés na Copa de 1950. Em recente entrevista, a filha do jogador defendeu que o Centro de Treinamento do Vasco, que está em construção, tenha o nome do ex-goleiro, que segundo ela, jogou por amor e honrou a camisa cruzmaltina.
Em 1988, foi tema do curta-metragem Barbosa, em que um homem (Antônio Fagundes) volta no tempo para tentar evitar o segundo gol do Uruguai na final da Copa de 1950. Já em 1999, foi homenageado com o título de cidadão honorário do Rio de Janeiro.
Em 2014, foi homenageado na cidade de Santos com uma estátua em arame criada pelo escultor Laércio Alves.
Em 2020, foi homenageado durante a cerimônia de inauguração do novo Centro de Treinamento do Club de Regatas Vasco da Gama, cujo campo principal recebeu seu nome. A cerimônia contou com homenagens de sua filha, Tereza Borba, e do presidente do clube, Alexandre Campello. Após votação por parte dos sócios, o novo CT foi renomeado CT Moacyr Barbosa em sua homenagem em agosto de 2021.

### Releitura no imaginário público
Após a derrota do Brasil para a Alemanha por 7–1 na semifinal da Copa do Mundo de 2014, na partida conhecida como Mineiraço (e na segunda Copa do Mundo sediada no Brasil), torcedores e imprensa saíram em defesa de Barbosa. Tereza Borba, a filha adotiva do goleiro, declarou: "Sou brasileira, queria que o Brasil ganhasse, mas estou vendo de outra forma agora. Muita gente está dizendo que o Barbosa hoje está sendo inocentado. Acho que ele lavou a alma agora. Ele não passou essa vergonha."
Sobre a derrota do Brasil em 2014 e a redenção de Barbosa, assim escreveu o jornalista Diego Garcia:
| “ | Segundo o falecido cronista Armando Nogueira, Barbosa foi "certamente, a criatura mais injustiçada na história do futebol brasileiro. Era um goleiro magistral. Fazia milagres, desviando de mão trocada bolas envenenadas. O gol de Ghiggia, na final da Copa de 50, caiu-lhe como uma maldição. E quanto mais vejo o lance, mais o absolvo". Pois agora, tanto Tereza quanto seu pai, onde quer que esteja, podem ficar tranquilos: a 'maldição' foi enterrada nesta terça. A sete palmos abaixo da terra. Em cada um dos sete gols alemães. Descanse em paz, Barbosa. | ” |

## Títulos
Vasco da Gama
- Campeonato Carioca: 1945, 1947, 1949, 1950, 1952 e 1958
- Torneio Início do Rio de Janeiro: 1945, 1948 e 1958
- Torneio Municipal de Futebol do Rio de Janeiro: 1945, 1946 e 1947
- Torneio Relâmpago: 1946
- Taça Centenários de Portugal: 1947
- Torneio Gerson dos Santos Coelho: 1948
- Campeonato Sul-Americano de Clubes Campeões: 1948
- Troféu Cinquentenário do Racing: 1953
- Quadrangular Internacional do Rio de Janeiro: 1953
- Torneio Internacional do Chile: 1953
- Copa Internacional Rivadavia: 1953
- Torneio Rio-São Paulo: 1958
- Taça Cidade do Rio de Janeiro: 1959

Santa Cruz
- Torneio Início de Pernambuco: 1956

Seleção Carioca
- Campeonato Brasileiro de Seleções Estaduais: 1946 e 1950[30]

Seleção Brasileira
- Copa Roca: 1945
- Copa Rio Branco: 1947 e 1950
- Copa América: 1949

### Prêmios individuais
- Terceiro Melhor Goleiro Brasileiro do Século XX

## Publicações
Darwin Pastorin (2005). L'ultima parata di Moacyr Barbosa. Itália: Mondadori. p. 92. ISBN 978-88-04-52511-0